# Единство (Литва)

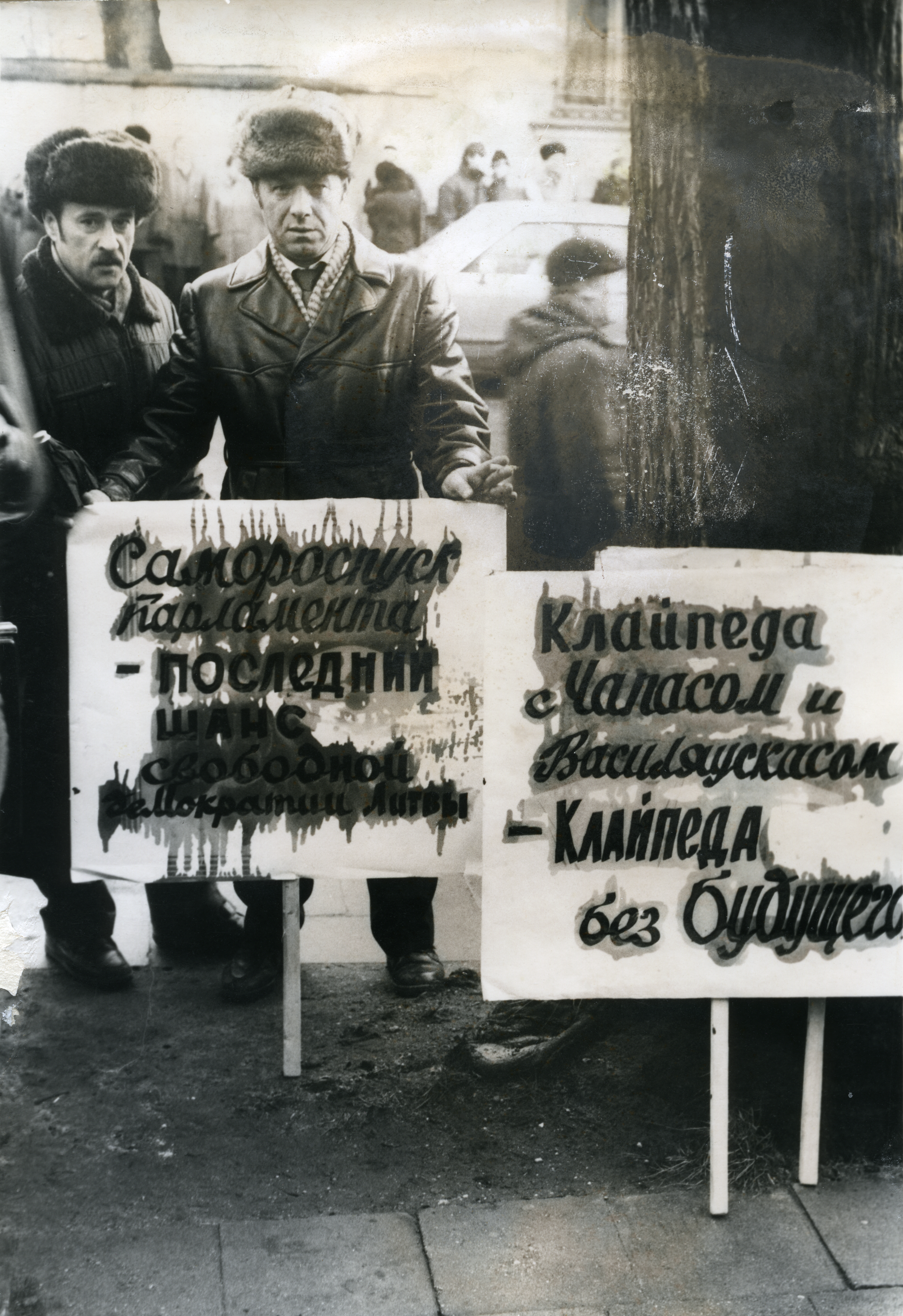
Демонстрация «Единства» в Клайпеде. 1989 г.

Единство (лит. Vienybė, пол. Jedność) — интернациональное движение левой ориентации в Литве, возникшее с началом проведения политики перестройки. Принимало активное участие в политической жизни Литвы с 1988 по 1991 год, после неудавшегося переворота (путча) в Москве в августе 1991 года организация прекратила свое существование.
Неофициальным руководителем движения был Валерий Васильевич Иванов. По некоторым оценкам, «Единство» была прокоммунистической организацией, поддерживаемой Коммунистической партией Советского Союза, выступавшей за сохранение Литвы в составе СССР и создание автономии на Юго-востоке Литвы. В 1989—1990 годах издавала газету «Vienybė-Единство-Jedność» на литовском, русском и польском языках.

## История деятельности
В республиках Прибалтики против отделения от СССР выступала часть русскоязычного населения (в Литве также некоторая часть этнических поляков). Сторонники сохранения единства с СССР основали собственные организации: объединение «Единство» в Литве, Интернациональный фронт трудящихся (Интерфронт) в Латвии, Интердвижение в Эстонии. Эти организации создавались на базах крупных промышленных предприятий, некоторую поддержку им оказывали партийная номенклатура, структуры Прибалтийского военного округа, ветеранские организации. Ближе к концу 1989 года более определенно проявилась готовность центра к компромиссу с прибалтийскими национальными движениями. 27 ноября Верховный Совет СССР одобрил план экономической автономии республик Прибалтики, который допускал, в частности, введение в них собственных денежных систем, долю участия в прибыли предприятий союзного значения и распоряжение природными ресурсами на своей территории.
На тот момент в Литве действовало чрезвычайно сильное и влиятельное национальное движение, возглавляемое «Саюдисом». Эта организация в условиях кризиса общесоюзной идеологии сделала ставку на пропаганду национальных ценностей и идеалов, поиск выхода из кризиса вне рамок союзного государства. «Саюдис» получил господствующее положение в большинстве республиканских средств массовой информации. Начало 1991 года принесло обострение экономического кризиса в Литве. Сказывалась как общая экономическая ситуация в Советском Союзе, так и неудачи экономической политики нового литовского руководства в ходе экономической блокада со стороны союзного Центра. Стремление опередить СССР в темпах экономических реформ вело к нарастанию диспропорций в народном хозяйстве, сокращению производства и ухудшению экономического положения жителей республики. 7 января 1991 года руководством Литвы было принято решение о повышении розничных цен в республике в три раза. Уже вечером того же дня начались выступления населения против экономической политики республиканской власти. Протесты возглавили организации интернационалистской направленности — Союз рабочих Литвы, «Единство-Венибе-Едность» и другие. В руководстве страны всерьез обсуждался вопрос об отставке В. Ландсбергиса. 8 января ушло в отставку правительство К. Прунскене. 9 и 10 января у здания Верховного Совета происходили митинги, организованные противостоящими объединениями «Саюдис» и «Единство» с участием 60-80 тыс. человек. Участники митинга «Единства» требовали введения в Литве президентского правления. Сторонники «Саюдиса» требовали защиты новой власти, обвиняя в случившемся союзное руководство.